# Yu Jing
Yu Jing (chn. 于静; ur. 29 maja 1985 w Harbinie) – chińska łyżwiarka szybka, wielokrotna medalistka mistrzostw świata oraz zdobywczyni Pucharu Świata.

## Kariera
Pierwszy sukces w karierze Yu Jing osiągnęła w 2009 roku, kiedy zdobyła brązowy medal na mistrzostwach świata w wieloboju sprinterskim w Moskwie. W zawodach tych wyprzedziły ją jedynie jej rodaczka Wang Beixing oraz Niemka Jenny Wolf. W tym samym roku zajęła też czwarte miejsce w biegu na 500 m podczas dystansowych mistrzostw świata w Richmond. Walkę o medal przegrała tam z Lee Sang-hwa z Korei Południowej. W 2010 roku wzięła udział w igrzyskach olimpijskich w Vancouver, gdzie w swoim jedynym starcie, biegu na 1000 m, zajęła 32. miejsce. Na rozgrywanych w 2012 roku dystansowych mistrzostwach świata w Heerenveen zdobyła srebrne medale w biegach na 500 i 1000 m. W tym samym roku zwyciężyła na sprinterskich mistrzostwach świata w Calgary. Wynik ten powtórzyła na rozgrywanych dwa lata później mistrzostwach świata w Nagano. W międzyczasie wywalczyła srebrny medal podczas mistrzostw świata w Salt Lake City w 2013 roku, ulegając tylko Heather Richardson z USA. Ponadto w 2011 roku stanęła na najwyższym stopniu podium w biegu na 500 m podczas igrzysk azjatyckich w Astanie. Wielokrotnie stawała na podium zawodów Pucharu Świata, odnosząc przy tym osiem zwycięstw. Najlepsze wyniki osiągnęła w sezonie 2011/2012, kiedy zwyciężyła w klasyfikacji końcowej 500 m.